# Haemadipsa
Haemadipsa — рід безхоботних п'явок родини Haemadipsidae. Містить 16 видів.

## Поширення
Рід поширений у тропічних регіонах Азії.

## Опис
Дрібні п'явки, завдовжки до 6 см, переважно значно менші. У середній ділянці вони мають по п'ять кілець на сегмент. Колечки з третьою та четвертою парою очей, як правило, сусідні, але їх також можна відокремити частково або повністю. У горлі п'явки мають три щелепи, кожна з рядом зубів і без сосочків, якими вони відрізняються від двощелепних представників родини.

## Спосіб життя
Наземні п'явки, що живуть у вологих місцях. Живляться кров'ю ссавців та людей.

## Види
- Haemadipsa cavatuses
- Haemadipsa cochiniana
- Haemadipsa crenata
- Haemadipsa hainana
- Haemadipsa interrupta
- Haemadipsa japonica
- Haemadipsa limuna
- Haemadipsa moorei
- Haemadipsa montana
- Haemadipsa ornata
- Haemadipsa picta
- Haemadipsa rjukjuana
- Haemadipsa sumatrana
- Haemadipsa sylvestris
- Haemadipsa trimaculosa
- Haemadipsa zeylanica